# Парфьонов Денис Анатолійович
Дени́с Анато́лійович Парфьо́нов (нар. 4 травня 1995, м. Дніпропетровськ — пом. 29 липня 2022, селище Оленівка, Донецької області) — український військовослужбовець, старший солдат Окремого загону спеціального призначення «Азов» Національної гвардії України, учасник російсько-української війни, який відзначився під час відбиття російського вторгнення в Україну і загинув у полоні внаслідок терористичного акту, вчиненого в ніч проти 29 липня 2022 року російськими окупаційними військами на території колишньої Волноваської виправної колонії № 120. Кавалер ордена «За мужність» ІІ та ІІІ ступеня (відповідно, 2023 р., посмертно і 2022 р.).

## Життєпис
Денис Парфьонов народився 4 травня 1995 року в м. Дніпропетровську (нині – м. Дніпро). З дитинства був наполегливим, любив справедливість і завжди йшов до своєї мрії. У школі обожнював футбол, коли став старшим, захопився боксом та змішаним бойовим мистецтвом.
Закінчив Вище професійне училище № 17 м. Дніпропетровська. Згодом заочно навчався у Білоцерківському національному аграрному університеті.
2015 року був прийнятий на військову службу за контрактом до ОЗСП «Азов» НГУ. За три роки повернувся до цивільного життя, зустрів у Дніпрі кохану дружину, став батьком.
За рік до повномасштабної війни повернувся на службу до ОЗСП «Азов» НГУ, обіймав посаду оператора-навідника. Мріяв забрати сім’ю до себе в Маріуполь, але цім планам не судилося здійснитися…
З перших днів повномасштабного російського вторгнення Денис разом із побратимами тримав оборону Маріуполя, 5 травня 2022 року нагороджений орденом «За мужність» III ступеня. 
|                                | «Навіть у таких жахливих умовах син знаходив хвилинку для СМС-повідомлення, щоб написати, що з ним все добре. Підтримував дружину і завжди молив її, щоб вона берегла їхнє маленьке щастя, яке він так безмежно любив…». |
| — Інна Олексіївна, мати Дениса | |

Після боїв за Маріуполь і героїчної оборони території металургійного комбінату «Азовсталь» 20 травня 2022 року за наказом вищого військового керівництва заради збереження життя людей Денис вийшов з побратимами з «Азовсталі» та потрапив у так званий «полон за домовленістю». Утримувався на території колишньої Волноваської виправної колонії № 120 в окупованому селищі Молодіжному, що неподалік колишнього адміністративного центру селищної ради Оленівки колишнього Волноваського (нині – Кальміуського) району Донецької області, де окупанти утворили фільтраційну в’язницю. 
У ніч на 29 липня 2022 року прийняв мученицьку смерть у полоні внаслідок масового вбивства військовополонених, влаштованого окупантами у колонії в Оленівці.
16 січня 2023 року мати Дениса викликали до Києва, де Інна Олексіївна упізнала тіло свого єдиного сина за татуюванням: на стегні правої ноги ледь виднілося зображення корабля… 22 січня у столичному крематорії на Байковому кладовищі відбулася прощальна церемонія, влаштована однополчанами за традиціями «Азова». Наступного дня прах старшого солдата Парфьонова було поховано у рідному Дніпрі.

## Родина
У Дениса залишилися мама, дружина, маленький син Матвій.

## Нагороди
- орден «За мужність» ІІІ ступеня (5 травня 2022 р.)  – за особисту мужність і самовіддані дії, виявлені у захисті державного суверенітету та територіальної цілісності України, вірність військовій присязі[3];
- орден «За мужність» ІІ ступеня (3 листопада 2023 р., посмертно)  – за особисту мужність і самовідданість, виявлені у захисті державного суверенітету та територіальної цілісності України, сумлінне та бездоганне служіння Українському народові[9].